# Andrij Petrasewycz
Andrij Petrasewycz (ukr. Андрій Петрасевич, ur. 1771, zm. 15 marca 1847) – ksiądz greckokatolicki, dziekan kańczucki w latach 1828–1834, dziekan przemyski w latach 1840–1847, rektor Greckokatolickiego Seminarium Duchownego w Przemyślu w latach 1845–1847.
Wyświęcony w 1803. W latach 1828–1834 proboszcz w Leżajsku, w latach 1834–1835 proboszcz w Samborze. W latach 1840–1847 dyrektor Instytutu Diaków w Przemyślu.
W latach 1835–1838 radca konsystorza eparchii przemyskiej, w latach 1840-1845 jego referent.